# 雅时莱菲贾梅清真寺
雅时莱菲贾梅清真寺是孟加拉国的一座清真寺，位於納拉揚甘傑縣，建於1890年，是該縣最古老的清真寺之一。